# 向一陽
向一陽（むこう いちよう、1935年1月22日- ）は、日本のジャーナリスト、探検家。

## 略歴
佐賀県唐津市生まれ。1960年東京外国語大学英米科卒業、共同通信社入社。社会部長、論説委員兼編集委員などをへて95年退社。日本記者クラブ会員。日本山岳会会員。1973-76年奥アマゾン探検隊隊長ほか、アンデス、南極、北極、アラスカ、オセアニア、ミクロネシア、ヒマラヤ、アジア各地で探検、登山、取材をした。

## 著書
- 『アタカマ高地探検記 風と砂とインカの道』1974 中公新書
- 『奥アマゾン探検記』1978 (中公新書)
- 『アンデスを越えた日本人 聖母の川を下る』1980 (中公新書)
- 『日本の自然はなぜ荒れたのか 非自然の風景』共同通信社 1997
- 『島のてっぺんから島を見る 島の山探訪記』山と溪谷社 1999
- 『トレッキングinヒマラヤ カラー版』向晶子共著 2001 (中公新書)
- 『日本川紀行 流域の人と自然』2003 (中公新書)
- 『日本全国離島を旅する』2004 講談社現代新書
- 『ヒマラヤ世界 五千年の文明と壊れゆく自然』2009 (中公新書

## 論文
- <向一陽